# Jonner Pérez
Jonner Pérez (1º gennaio 1980) è uno schermidore venezuelano.

## Palmarès
In carriera ha conseguito i seguenti risultati:
- Giochi Panamericani:

Santo Domingo 2003: bronzo nel fioretto a squadre.